# Ранси, Джеффри де
Джеффри де Ранси (англ. Geoffrey de Runcey, ум. около 1384) — английский хронист, служитель бенедиктинского аббатства Бери-Сент-Эдмундс (Сент-Эдмундсбери, Суффолк), автор местной хроники, а также отчёта о путешествии по Восточной Англии. 

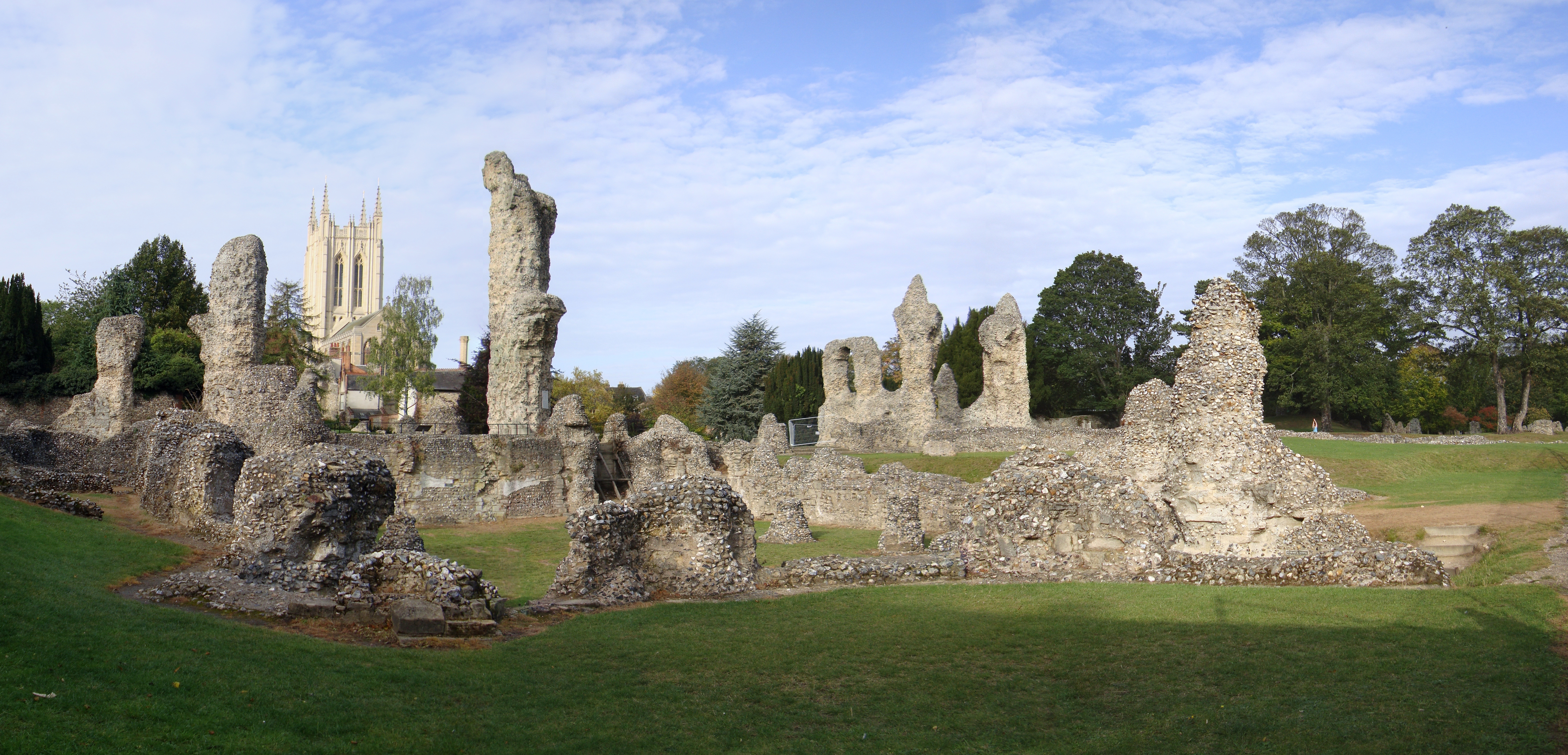
Руины соборной церкви аббатства Бери-Сент-Эдмундс в Суффолке

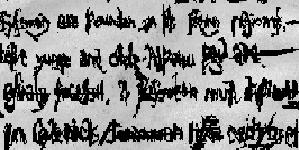
Лист рукописи хроники Джеффри де Ранси из музея в Уисбиче. Кон. XIV в.

## Биография
О происхождении его мало что известно. Возможно, он был уроженцем Северного Ранктона, в 4,3 милях к юго-западу от Кингс-Линна в Норфолке, а «Ранси» является архаичным написанием этого топонима. Родился предположительно в 1340-е годы в семье местного землевладельца или фригольдера. Также не исключено, что он был незаконнорожденным сыном священника, поскольку, несмотря на то, что он так и не был рукоположен, образование получил в аббатстве Бери-Сент-Эдмундс и служил в этой обители до конца своей жизни. 
Умер в 1384 году в монастыре Бери-Сент-Эдмундс, где и был похоронен. Могила его была разрушена во время роспуска монастырей при Генрихе VIII.

## Сочинения
Известен своей хроникой, составленной около 1379 года, вероятно, по поручению нового настоятеля Джона из Тимворта (1379—1389), изначально на среднеанглийском языке, которая излагает историю аббатства с момента его основания, а также описывает важнейшие события в английском королевстве. Основными источниками Джеффри, помимо «Полихроникона» Ранульфа Хигдена (1347), послужили труды предшественников, монахов той же обители, в частности, хроники Джоселина Бракелондского (1173—1202), Джона из Такстера (1212—1265), Джона из Эверсдена (1265—1301) и продолжателей последнего, а также материалы монастырского архива и картулярия.
По своему содержанию хроника де Ранси нетипична для монастырского летописания, так как, во-первых, лишена присущих ему суеверий и предрассудков, а во-вторых, наряду с церковными делами, содержит немало местных подробностей историко-бытового характера, в частности, относительно обучения в монастырских школах, устройства дренажной системы для осушения и заселения Фенских болот, передвижения тамошних поселенцев на ходулях и т. п.
По поручению руководства приората Джеффри де Ранси был послан в различные монастыри бенедиктинского ордена, располагавшиеся в Восточной Англии, с извещением о смерти настоятеля своей обители Джона из Бринкли (1379), описав своё путешествие в отчёте, частично сохранившемся в рукописи, найденной в 1937 году в церкви Св. Марии в Уимботсхеме.
Хроника де Ранси известна в двух рукописях, первая из них, на среднеанглийском языке, хранится в музее Уисбича (Кембриджшир), относится к концу XIV века и содержит значительные лакуны. Другая рукопись несколько лучшей сохранности находится в библиотеке Хилларда в Снейпе (Суффолк) и содержит дополнения, добавленные позднее другой рукой на латыни. С выписками из хроники можно ознакомиться в музее Чаттериса (Фенленд, Кембриджшир).